# Carlo Denina

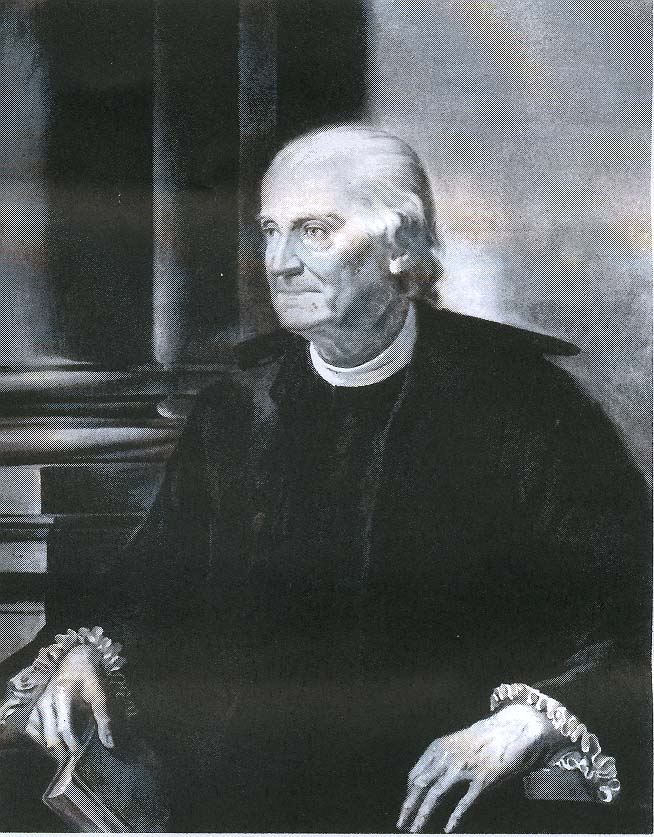
Carlo Giovanni Maria Denina

Carlo Giovanni Maria Denina (* 28. Februar 1731 in Revello im Piemont; † 5. Dezember 1813 in Paris) war ein italienischer Philologe und Historiker.
Denina studierte in Turin die schönen Wissenschaften und Theologie. 1754 erhielt er die Professur der Humaniora in Pinerolo, die er aber durch eine seinen Vorgesetzten missfällige Komödie, die er durch seine Schüler aufführen ließ, verlor. 1756 wurde er außerordentlicher Professor der Rhetorik, später Professor der griechischen Sprache und der italienischen Literatur am Kollegium der Universität Turin.
Als er sein Werk Dell'impiego delle persone trotz eines Verbots seines Arbeitgebers heimlich in Florenz herausgab, wurde er von der Universität für sechs Monate in ein Seminar nach Vercelli geschickt und nach Ablauf dieser Strafzeit nach Revello verwiesen. Erst 1781 wurde ihm erlaubt, nach Turin zurückzukehren. 1782 zog er auf bitten Friedrichs des Großen nach Berlin, wo er von 7. November 1782 bis 24. Januar 1812 Ordentliches Mitglied der Preußischen Akademie der Wissenschaften war. 1787 wurde er Mitglied der Akademie gemeinnütziger Wissenschaften in Erfurt.
Später hatte er den Titel eines Legationsrats und ein Kanonikat in Warschau. Nach der Schlacht bei Marengo ernannte ihn der Verwaltungsrat von Piemont zum Bibliothekar der Universität Turin; bevor er aber das Amt antrat, übertrug ihm Napoléon Bonaparte für die Dedikation seines Clef des langues 1804 die Stelle eines kaiserlichen Bibliothekars in Paris.
Denina verfasste zahlreiche historische Arbeiten wie etwa über das Antike Griechenland, über Preußen, Friedrich den Großen und über Deutschland, die zum Teil in Französisch geschrieben sind.

## Werke
- Sein Epos La Russiade (Berl. 1799–1800) enthält eine Verherrlichung Peter des Großen
- Discours sur les vicissitudes de la littérature. 1760.
- Delle revoluzioni d’Italia libri ventiquattro. 1769.
- Histoire politique et littéraire de la Grèce. 1781.
- Essai sur la vie de Frédéric II. 1788.
- La Prusse littéraire sous Frédéric II. 1790.
- Révolutions de la Germanie. 1804.
- Histoire du Piémont. 1805.
- La Clef des langues. 1805. Reprint Slatkine, Genf 2003, hrsg. Jürgen Storost. Siehe auch: Jürgen Storost: Carlo Denina 'La Clef des Langues'. In: Jürgen Storost: In memoriam Vladimiro Macchi. Romanistischer Verlag, Bonn 2008, S. 84–100.
- Histoire de l’Italie occidentale. 1809.